# Stefan Michałowski
 Stefan Michałowski  (ur. 29 czerwca 1919 w Skułach, zm. 23 kwietnia 2007 w Warszawie) – pułkownik dyplomowany Wojska Polskiego.

## Życiorys
Służbę wojskową rozpoczął w 1938 w Szkole Podchorążych Saperów. Po ukończeniu I roku otrzymał przydział do 60 kompanii saperów w 60 Dywizji Piechoty, z którą brał udział w obronie Kobrynia. Następnie walczył w składzie Grupy Operacyjnej „Polesie” generała Franciszka Kleeberga. Po jej kapitulacji dostał się do niewoli niemieckiej, z której uciekł. W okresie okupacji, od 1940 roku brał udział w ruchu konspiracyjnym jako członek Związku Walki Zbrojnej i następnie Armii Krajowej.
Po wyzwoleniu, w czerwcu 1945 został powołany do Wojska Polskiego i zweryfikowany do stopnia podporucznika. Zajmował kolejno stanowiska – od dowódcy plutonu saperów do szefa sztabu i dowódcy 47 batalionu saperów (w latach 1946–1948) 16 Dywizji Piechoty. Od 1948 był szefem wydziału oraz p.o. szefa Wojsk Inżynieryjnych – Pomorskiego Okręgu Wojskowego. W szefostwie nadzorował szkolenie oddziałów inżynieryjnych okręgu oraz organizował rozminowywanie i oczyszczanie jego terenów z przedmiotów wybuchowych. W 1959 przez kilka miesięcy dowodził czasowo 5 Mazurskim pułkiem saperów ze Szczecina. Po przeniesieniu do Szefostwa Wojsk Inżynieryjnych Ministerstwa Obrony Narodowej zajmował się głównie szkoleniem specjalnym oddziałów inżynieryjnych i inżynieryjno-saperskim. W 1966 ukończył Akademię Sztabu Generalnego w Warszawie. W maju 1975 został przeniesiony do rezerwy.
Autor i współautor szeregu opracowań i wydawnictw z problematyki inżynieryjnej.

## Życie prywatne
Od 1942 żonaty z Zofią Michałowską (z domu Rybińska), z którą miał dwoje dzieci (córkę i syna).
Pochowany został na cmentarzu Bródnowskim w Warszawie w alei 31G-3-10.

## Awanse
- podporucznik – 1945
- podpułkownik – 1959
- pułkownik – 1962

## Ordery i odznaczenia
- Krzyż Kawalerski Orderu Odrodzenia Polski
- Srebrny Krzyż Zasługi – dwukrotnie
- Brązowy Medal Zasłużonych na Polu Chwały
- Krzyż Armii Krajowej
- Medal „Za udział w wojnie obronnej 1939”;
- Złoty Medal „Siły Zbrojne w Służbie Ojczyzny”
- Srebrny Medal „Za zasługi dla obronności kraju”
- Srebrny Medal „Siły Zbrojne w Służbie Ojczyzny”
- Brązowy Medal „Za zasługi dla obronności kraju”
- Brązowy Medal „Siły Zbrojne w Służbie Ojczyzny”
- Złota Odznaka Za Zasługi w Zwalczaniu Powodzi
- Odznaka Weterana Walk o Niepodległość
- Odznaka Honorowa „Za Rozminowanie Kraju”

i inne